# Pentax DA* 55mm F1.4
SMC Pentax DA* 55mm F1.4 SDM objektiv je profesionalni objektiv za Pentax KAF3 bajonet. Objektiv je dizajniran za snimanje portreta jer u APC-S formatu ima vidno polje koje odgovara 82.5mm objektivu u 35mm formatu slike. Objektiv karakteriziraju brtve protiv prodora prašine i vode, SDM ultrasonični motor za tiho fokusiranje i 9 listića blende za bolje iscrtavanje dijelova slike van fokusa. Objektiv je namijenjen prvenstveno APC-S (24x16mm) formatu senzora i zahtjeva KAF3 bajonet koji imaju svi fotoaparati noviji od Pentaxa K10D. Prema nezavisnim testovima pokazalo se da unatoč tome što je objektiv dizajniran za APC-S format senzora on pokriva i puni 35mm  (36x24mm) format, iako pri većim otvorima blende dolazi do značajnog gubitka svjetlosti na rubovima fotografije.
Testovi su pokazali da automatsko fokusiranje nije osobito brzo i da preciznost fokusiranja ovisi od fotoaparata do fotoaparata.

## Tehničke specifikacije
| Vrsta objektiva                   | Standardni objektiv                   |
| Format slike                      | APC-S (24x16mm)                       |
| Bajonet                           | Pentax KAF3                           |
| Fokalna duljina                   | 55mm                                  |
| Dijagonalno vidno polje           | APC-S format - 28.6°                  |
| Maksimalni otvor blende           | f/1.4                                 |
| Minimalni otvor blende            | f/22                                  |
| Promjer navoja za filter          | 58mm                                  |
| Minimalna udaljenost izoštravanja | 45cm                                  |
| Težina                            | 375 grama                             |
| Dimenzije                         | 66.0mm dužine 70.5mm promjera         |
| Optička konstrukcija              | 9 elemenata, 8 grupa 9 listića blende |